# Wesseln
Wesseln ist eine Gemeinde im Kreis Dithmarschen in Schleswig-Holstein.

## Geografie

### Geografische Lage
Das Gemeindegebiet von Wesseln erstreckt sich im Nordwesten vom Naturraum Heide-Itzehoer Geest. Der Bach Ruthenstrom, ein orografisch linker Zufluss der Broklandsau verläuft am östlichen Gemeinderand nach Norden.

### Nachbargemeinden
Unmittelbar angrenzende Gemeindegebiete von Wesseln umfassen:
|              |                                             | Weddingstedt |
| Neuenkirchen | Kompassrose, die auf Nachbargemeinden zeigt |              |
|              | Heide                                       |              |

## Geschichte
Einige Historiker halten es für wahrscheinlich, dass sich früher auf dem Gemeindegelände der damalige Heider Marktplatz befand. Der Name rührt entweder von Tausch oder Kauf her, wahrscheinlich geht er aber auf einen Personennamen zurück. Ebenfalls nicht sicher, aber wahrscheinlich ist es, dass Bauern aus Wesseln das näher an der Nordsee gelegenen Kirchspiel Wesselburen gründeten. (Plattdeutsch: „De Wesselner Buren“, im Lauf der Jahre zu Wesselburen geworden ist.)
Am 1. April 1934 wurde die Kirchspielslandgemeinde Weddingstedt aufgelöst. Alle ihre Dorfschaften, Dorfgemeinden und Bauerschaften wurden zu selbständigen Gemeinden/Landgemeinden, so auch Wesseln.

## Politik

### Gemeindevertretung
Bei der Kommunalwahl am 14. Mai 2023 wurden insgesamt 13 Sitze vergeben. Von diesen erhielt der Wählerblock Wesseln neun Sitze und die Wählergemeinschaft Wesseln vier Sitze.

### Wappen
Blasonierung: „Unter blauem Wellenschildhaupt in Gold ein grüner Hügel, darüber drei bewurzelte grüne Laubbäume in der Stellung 1 : 2.“

## Kultur und Sehenswürdigkeiten
Im Dorf befindet sich ein moderner Kirchenbau (mit integriertem (kirchlichen) Gemeindehaus). Die Kreuzkirche Wesseln ist Teil der Kirchengemeinde St. Andreas des Nachbarorts Weddingstedt. Zum Bau des Wesselner Kirchenbaus entschloss man sich, nachdem im Anschluss an den Zweiten Weltkrieg die Bevölkerungszahlen von Wesseln infolge der höheren Siedlungsaktivität im dortigen Bereich weiter anstieg. Die Eröffnung der Kreuzkirche erfolgte im Jahr 1969.

### Vereine
Wesseln hat einen Ringreiterverein, der im Jahr 1921 gegründet wurde. Seit dem 15. August 1966 besteht mit dem Athletik-Ballspiel-Club ein Breitensportverein für Jung und Alt. Aus der 1977 gegründeten Fußball-Damenmannschaft ging mit Astrid Heidecke eine Nationalspielerin hervor.

### Archäologische Stätten
Daneben befindet sich mit dem sogenannten Rugenbarg ein urzeitliches Hünengrab im Gemeindegebiet.

## Wirtschaft und Infrastruktur

### Unternehmen
In den 1960er Jahren wurde grenzübergreifend zur Nachbarstadt Heide an der ehemaligen Trasse der Bundesstraße 5 (heute Kreisstraße 111) ein Gewerbegebiet errichtet. Hier befinden sich u. a. eine Filiale des Lübecker Modehauses Holtex und der mittelständische Fahrradhersteller Böttcher. Dieses, wie auch das weiter westlich gelegene Wohnsiedlungsgebiet, sind geografisch mit den gegenüberliegenden Siedlungsgebieten der angrenzenden Kreisstadt verflochten.

### Bildung
Wesseln ist Sitz einer Grundschule in Trägerschaft des Grundschulträgerverbands Heide Umland.